# Sommerschafweide im Mittelberg
Die Sommerschafweide im Mittelberg ist ein vom Landratsamt Münsingen am 31. Mai 1955 durch Verordnung ausgewiesenes Landschaftsschutzgebiet auf dem Gebiet der Gemeinde Zwiefalten.

## Lage
Das 5,6 ha große Landschaftsschutzgebiet liegt etwa 900 m westlich des Zwiefaltener Ortsteils Hochberg auf der Gemarkung Gauingen. Es gehört zum Naturraum Mittlere Flächenalb.

## Landschaftscharakter
Es handelt sich um eine in Sukzession befindliche ehemalige Schafweide. Der früher vorhandene Magerrasen ist nur noch kleinflächig vorhanden.